# Manuel Cepeda Peraza (Tekax)
Manuel Cepeda Peraza es una localidad del municipio de Tekax, estado de Yucatán, en México. 

## Toponimia
El nombre (Manuel Cepeda Peraza ) hace referencia a Manuel Cepeda Peraza, quien fue gobernador de Yucatán.

## Datos históricos
- En 1950 cambia su nombre de Cepeda Peraza a Manuel Cepeda Peraza.

## Demografía
Según el censo de 2005 realizado por el INEGI, la población de la localidad era de 522 habitantes, de los cuales 243 eran hombres y 279 eran mujeres.
| 243                         | 376 | 386 | 380 | 363 | 333 | 362 | 481 | 504 | 522 |
| (Fuente: INEGI [Consultar]) |     |     |     |     |     |     |     |     |     |